# Beginki i begardzi

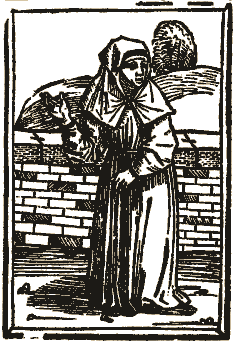
Beginka, rycina z Tańca śmierci, Lubeka, 1489

Beginki i begardzi (beginat) – ruch religijny i społeczny wywodzący się z franciszkanizmu, głoszący, że człowiek może osiągnąć doskonałość bez pośrednictwa Kościoła, propagujący życie proste i ubogie.

## Historia
Laickie stowarzyszenia religijne kobiet (beginki) i mężczyzn (begardzi) powstały na początku XII wieku na zachodzie Europy, głównie na terenie obecnej Belgii i Holandii (Niderlandy). Przypuszcza się, że inspiratorem ruchu beginek i begardów był ksiądz Lambert le Bègue z Liège, który w 1170 głosił potrzebę ustanowienia stowarzyszenia kobiet poświęconych życiu religijnemu i działalności dobroczynnej, nie związanych ślubami zakonnymi, a więc niebędących zakonnicami, które dobrowolnie mogły swobodnie opuścić wspólnotę (beginat). Jedna hipoteza wiąże nazwę stowarzyszenia ze św. Begą, inna wskazuje na kolor habitów beginek z niefarbowanej bawełny – beige jako możliwe źródło nazwy.
Czasy wypraw krzyżowych spowodowały, że wiele kobiet w Zachodniej Europie zostało wdowami lub samotnicami. W ruchu beginek odnalazły swoje miejsce i pomysł na życie. Begardzi zajmowali się głównie pracą rzemieślniczą, a beginki dziełami miłosierdzia, pielęgnowaniem chorych w szpitalach, nauczaniem dzieci. Wspólnoty beginek i begardów były autonomiczne i rządziły się własnymi, specyficznymi dla danej wspólnoty prawami, posiadały swojego przełożonego domu, utrzymywały się z własnej pracy, posiadały wspólną kasę, budynki (beginaty lub beginaże), wspólne posiłki i nabożeństwa. Niektóre wspólnoty znalazły się pod wpływem potępionych przez Kościół myśli albigensów oraz tzw. Herezji Wolnego Ducha. Wiele beginatów przeszło na tercjarstwo franciszkańskie i przyjęło regułę trzeciego zakonu św. Franciszka z Asyżu jako prawo własne w swojej wspólnocie oraz duchową opiekę franciszkanów. Inne znalazły się pod opieką duchową dominikanów, przyjmując tercjarstwo dominikańskie, lub karmelitów. Wspólnoty pozostające pod wpływem biczowników zostały ostatecznie uznane przez Kościół katolicki za heretyckie. W 1311 Klemens V oskarżył ruch beginek o rozprzestrzenianie herezji (p. Małgorzata Porete). Sam zaś ruch wraz z jego pierwotnymi ideami został zrehabilitowany przez Eugeniusza IV w XV wieku.
Największy rozkwit beginatów nastąpił w XIV wieku. Najbardziej znane beginaty, które liczyły nieraz tysiące członków, to Mechlin, powstałe w 1207, Bruksela (1245), Leuven (ok. 1232), Antwerpia (1234), Brugia (1244), Lier, Kortrijk, Gandawa, Amsterdam (słynny Begijnhof). Beginat z Amsterdamu znacząco wpłynął na rozwój tego miasta. W następnych wiekach ich zgromadzenia zostały w większości rozwiązane w ramach ruchów reformacji. Niektóre beginki, które przeszły na protestantyzm, zostały diakonisami.
Beginki mieszkały na Śląsku, w XIV wieku były zwalczone przez inkwizycję, np. we wrześniu 1332 inkwizytor Jan Schwenkenfeld wytoczył tam proces 20 beginkom.
Między rokiem 1293 a 1300 biskup włocławski Wisław osadził w swoich dobrach pięciu begardów. Wznieśli oni jedyny na ziemiach polskich kościół i klasztor, od którego powstała nazwa miejscowości Kaszczorek (dziś dzielnica Torunia). Po potępieniu begardów na soborze w Vienne następca Wisława Gerward podjął starania o usunięcie begardów z Kaszczorka, co udało mu się zrealizować po zatwierdzeniu wyroku sądowego przez postanowienie papieża Jana XXII z 23 stycznia 1321 roku. Gerward przeniósł begardów do swoich dóbr w Dobrzejewicach, gdzie przebywali do śmierci. Znane są imiona trzech z nich: Rudolf, Henryk, Jan.
Ostatnia na świecie beginka – Marcella Pattyn – zmarła w Belgii 14 kwietnia 2013 roku w wieku 91 lat.